# Nana Natsume
Nana Natsume (en japonés: 夏目ナナ; romanizado: Natsume Nana) (Sakai, 23 de enero de 1980) es una actriz, AV Idol y gravure idol japonesa.

## Vida y carrera
Nació en enero de 1980 en la ciudad de Sakai, en la prefectura de Osaka. Después de graduarse de la escuela secundaria, trabajó como asistente dental y agente inmobiliaria. Comenzó su carrera en el entretenimiento con apariciones en On Girls 'File y Cure Sick Night, programas de televisión locales nocturnos en Osaka. Fue seleccionada para trabajar como AV Idol en 2002. Tras mudarse a Tokio, apareció en reportajes fotográficos para varias revistas, incluidas Shukan Gendai y Weekly Post. También apareció en un fotolibro titulado 727 en julio de 2002 y en un DVD de huecograbado lanzado en noviembre de 2002.

### Debut audiovisual y carrera
Natsume fue presentada como actriz para el estudio Soft On Demand en un acto el 26 de noviembre de 2003. Su video debut, titulado simplemente Debut, fue lanzado en enero de 2004. Sexualmente conservadora e inexperta, Natsume señaló de su primer video que se encontraba "avergonzada [que me veo] durante todo el proceso", siendo sus primeras experiencias ante las cámaras escenas de paizuri. Uno de sus videos, Final Pussy!, lanzado en enero de 2005, destacó por su temática de ciencia ficción. Dirigida por Noboru Iguchi, Natsume interpretaba a una femme fatale originada por un experimento militar que salió mal. Cuando se encontraba sexualmente excitada, las armas estallaban de sus pechos, matando a su pareja. Los efectos especiales de maquillaje fueron obra de Yoshihiro Nishimura, muy conocido en el cine "gore" japonés.
En noviembre de 2005, apareció en su primera película de bukkake, Nana Natsume Showered by Semen, dirigida por Kazuhiko Matsumoto, el hombre al que generalmente se le atribuye la invención de ese género de pornografía japonesa. En diciembre de 2005 hizo su video Stripper, una historia de amor lésbica con la ex estrella del estudio SOD Kurumi Morishita, dirigida por el ex director del estudio Tohjiro.
Natsume recibió el reconocimiento varias veces de los medios de comunicación, la industria audiovisual y los seguidores. Recibió el premio a la Mejor actriz audiovisual en la quinta edición anual de los premios Takeshi Kitano de Tokyo Sports en 2004. Ganó varios galardones en los Premios SOD de 2005, uno a la Mejor actriz y el gran premio SOD por sus contribuciones a las ventas y la imagen de la empresa. Repitió el premio de la Mejor actriz en la siguiente edición de 2006. Además, su video Face Within Japan, Body Within a Vehicle!! recibió el premio al Mejor video en el AV Actress Grand Prix de 2006.
Natsume permaneció con SOD durante toda su carrera, generalmente haciendo alrededor de un video al mes. Su video de retiro, lanzado en octubre de 2007, era un paquete de 8 discos, más de 16 horas con escenas que relatan todo su trabajo desde su debut.

### Protagonismo en televisión, radio y películas
A lo largo de su carrera audiovisual, Natsume también actuó regularmente en la televisión y la radio japonesas, incluido su propio programa de radio Garnet Energy en 2005, patrocinado por SOD. En 2007, fue DJ en su programa de radio FM Chisato, Nana Natsume's Sparkling Moonbow en Osaka. También fue una de las chicas SOD en el programa de variedades de TV Osaka NeoHappy en 2006 y su sucesor DIVA en 2007. También tuvo un pequeño papel en la comedia dramática de TV Asahi The Aaah Detective Agency, que se emitió durante once semanas, entre julio y septiembre de 2004.
Desde su retiro de la industria audiovisual, Natsume ha continuado su trabajo en los principales medios de comunicación. Fue reportera habitual de los jueves en el programa de variedades de información de Nippon Television Johnny Word of Mouth desde diciembre de 2007 hasta que el programa terminó en marzo de 2008. También tuvo un papel destacado interpretando a Rumi Osaki en la serie de temática de fantasmas y cosplay Guren Onna, que se transmitió en 12 episodios del 11 de enero al 28 de marzo de 2008. En 2009 tuvo un papel como invitada en el episodio 2 de la serie de TV Tokio Uramiya honpo reboot, emitida entre julio-septiembre de 2009.
Natsume protagonizó la película de acción y terror de bajo presupuesto Yoroi Samurai Zombie, que debutó en 2008 en el Festival Internacional de Cine Fantástico Puchon de Corea del Sur y se estrenó posteriormente en Japón en febrero de 2009. La película fue dirigida por Tak Sakaguchi y coproducida por SOD. También interpretó a una viciosa jefa de pandillas en la película de 2008 Sasori dirigida por Joe Ma. Esta producción de Hong Kong-Japón era una nueva versión de la clásica película de explotación japonesa de 1972 Female Convict 701: Scorpion y, según una reseña, "Nana Natsume... roba todas las escenas en las que se encuentra". En la película de agosto de 2010 King Game, dirigido por Tatsuya Egawa, Natsume interpretó el papel de Yoshitsune, una de las diez personas atrapadas en una habitación para un juego de Verdad o Reto.